# 德熱夫尼采河
49°12′12.7″N 17°30′41.2″E / 49.203528°N 17.511444°E

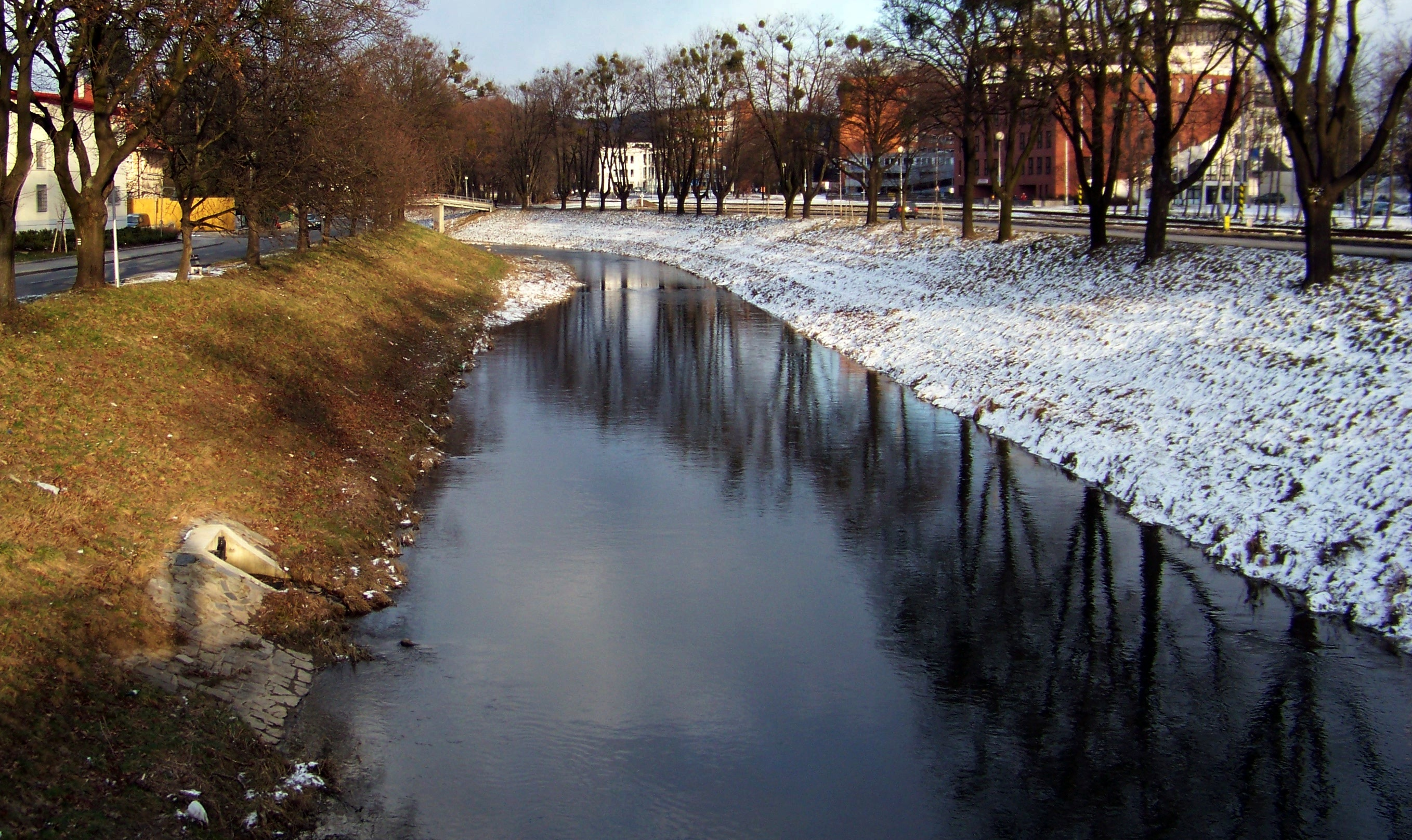

德熱夫尼采河是捷克的河流，位於該國東部，流經茲林州，屬於摩拉瓦河的左支流，河道全長42公里，流域面積435平方公里，河畔城鎮有斯盧紹維采和茲林。